# 里穆
里穆（法語：Rimou，法語發音：[ʁimu]）是法国伊勒-维莱讷省的一个市镇，位于该省东北部，属于富热尔-维特雷区。

## 地理
里穆（48°23'58"N, 1°30'45"W）面积13.28 平方千米，位于法国布列塔尼大區伊勒-维莱讷省，该省份为法国西北部沿海省份，位于布列塔尼半岛东部，北濒大西洋，西接阿摩尔滨海省和莫尔比昂省，南至大西洋卢瓦尔省，西南端接曼恩-卢瓦尔省，东临马耶讷省，东北与芒什省接壤。
与里穆接壤的市镇（或旧市镇、城区）包括：巴祖日拉佩鲁斯、罗马济、圣雷米迪普兰、布列塔尼地区桑斯、瓦勒库埃农。

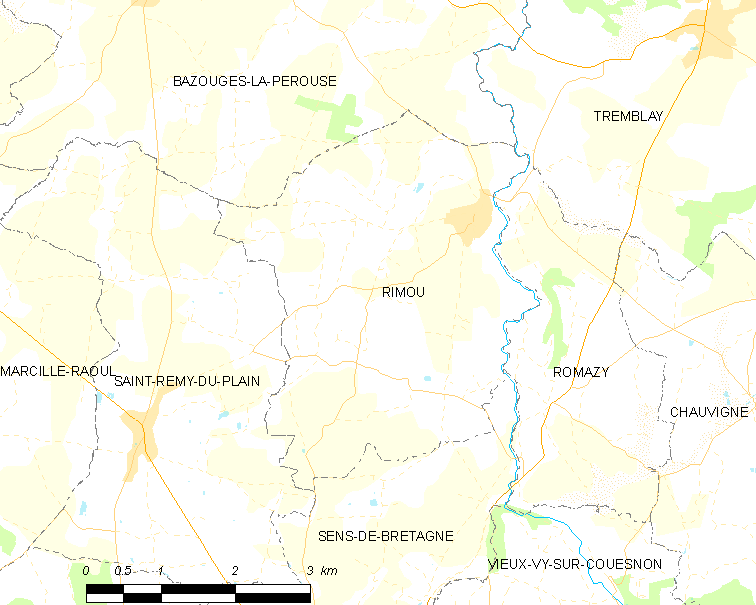
里穆的OSM定位图

里穆的时区为UTC+01:00、UTC+02:00（夏令时）。

## 行政
里穆的邮政编码为35560，INSEE市镇编码为35242。

## 政治
里穆所属的省级选区为瓦勒库埃农县。

## 人口

1962-2008年间里穆人口变化图示

里穆于2022年1月1日时的人口数量为350人。